# Камен Гърдев
Камен Георгиев Гърдев е български лекар, практикувал основно в родния си град Ямбол

## Биография
Камен Гърдев е роден на 22 октомври 1949 г. в Ямбол, в семейството на Георги Панайотов Гърдев, изучавал медицина във Виена, Мюнхен и Инсбрук, практикувал в родния Ямбол, и Ангелина Кирякова Гърдева, завършила Френски девически пансион към Католическата църква в гр. Ямбол. Получава основното си образование в каргонското училище „Атанас Кожухаров“, средното си образование в ямболската гимназия „Васил Левски“, висшето си медицинско образование в Медицински университет – София през 1973 г.
Специализира и защитава последователно медицинските специалности по вътрешни болести (1981 г.), пневмология и фтизиатрия (1989 г.) и социална медицина и здравен мениджмънт (2007 г.).
Започва професионалната си кариера на лекар като участъков лекар в поликлиника, лекар ординатор в пневмофизиатрично отделение, завеждащ пневмофтизиатричното отделение към Областната болница в Ямбол. В периода 1992 – 1997 г. е управител на единствената по рода си болница за белодробни болести и туберкулоза – Радунци. В периода 1998 – 2001 г завежда терапевтичен кабинет в поликлиниката в гр. Котел, след което се завръща отново в родния си град и от 2001 до 2022 г. практикува като специалист по белодробни болести в ДКЦ № 1 – Ямбол                  ( преобразуваната след 2000 г. ямболска поликлиника) и Общинска болница - гр. Елхово.
През януари 2022 г. и в разгара на пандемията с COVID-19 се заразява с вируса на работното си място и развива тежка форма на заболяването с усложнения. През януари 2023 г. прекъсва официално практикуването на лекарската професия.
Гърдев е автор на множество публикации във в. „Форум медикус“, свързани с белодробните заболявания и социал-медицинските аспекти на организацията на здравната система. Редовен сътрудник с множество публикации в ямболския вестник „Делник“, свързани с миналото и настоящето на гр. Ямбол, с личности, формирали и дали облик на живота в родния му град.

## Публикации
- „Истината за д-р Петко Момчилов“ – в. „Форум медикус“, 15.12.1990, с. 6
- „Реформа на реформата“ – в. „Форум медикус“, 2010
- „Проблемни мисли за медицинската експертиза на работоспособността“ – в. „Форум медикус“, 10.11.2010
- „За лекарските грешки, морала и етиката“ – в. „Форум медикус“, 04.05.2011
- „Член кор. Проф. Д-р Васил Моллов – лекар, учен и общественик“ – сп. Health.bg, 2011
- „Поклон пред българския лекар“ – в. „Форум медикус“, 23.10.2019
- „Диспнеичният синдром“ – в. „Форум медикус“, 2023
- „Неизпепеляващи спомени“ – в. „Делник“, 2009
- „Потомците са задължени пред предците си“ – в. „Делник“, 2011
- „Нетрадиционни размисли за Ямболския възрожденския комплекс“ – в. „Делник“, 2011
- „Потомците не трябва да забравят“ – в. „Делник“, 2012
- „Нетрадиционни исторически размишления за Балканските войни“ – в. „Делник“, 2013
- „Страшното“ в писаната и неписана ямболска история“ – в. „Делник“, 2015
- „Ямболските сцени, салони и клубове“ – в. „Делник“, 2016
- „За реката, мостовете и басейните в Ямбол“ – в. „Делник“, 2017
- „Размишления върху разкъсани спомени и закъснели въпроси без задоволителен отговор“ – в. „Делник“, 2018
- "Трифон Леров - „Бътето“ - творецът, художникът, общественикът, другарят и приятелят" - (фрагменти от разкъсани спомени по пътя на годините) - в. Делник, 2020
- „Ямболският БИАД“ – в. „Делник“, 2020